# 10-та окрема бригада спеціального призначення (СРСР)
10-та окрема бригада спеціального призначення (10 обр СпП, в/ч 65564) — формування військ спеціального призначення Радянської армії, що існувало у 1962—1992 роках. Дислокувалося у с. Первомайське (Карагоз) неподалік м. Старий Крим на сході Криму.
Після розпаду СРСР бригада увійшла до складу Збройних сил України і з 2000 року була переформована як 3-й окремий полк спеціального призначення.

## Історія
10-та бригада спецпризначення з місцем дислокації у місті Старий Крим (смт Первомайське) була сформована на підставі Директиви ГШ ЗС СРСР від 3 липня 1962 року. Формування частини тривало з 22 вересня по 4 жовтня 1962 року. Заходи очолював полковник Кочетков М. Я., який потім став начальником штабу, а згодом, у 1965 році — командиром бригади.
Першим командиром частини (1963—1965) став полковник Попов Олександр Михайлович. 24 квітня 1964 року командувач військами Одеського військового округу генерал-полковник Бабажанян А. Х. вручив бригаді Бойовий Прапор.
Бригада готувалася до ведення бойових дій проти Туреччини. Військовослужбовці частини вивчали турецьку мову. На початковому етапі до складу бригади входили два загони спеціального призначення, що складалися з двох рот по 42 розвідники і взводу ПТУРС та загін спецрадіоз'вязку. У 1970 році була розгорнута рота підривників. Наприкінці 1986 — авторота.
У 1967 році наказом командувача військами Одеського округу 1-му загону СпП і загону спецрадіоз'вязку були присвоєні почесні звання «Імені 50-річчя Жовтневої революції». З 1979 року по 1987 рік бригада не раз нагороджувалася Перехідним Червоним Прапором Військової Ради ОдВО, її заносили в Книгу пошани Військової Ради округу і нагороджували грамотами. У 1987 році група спеціального призначення бригади була визнана найкращою в ЗС СРСР зі снайперської стрільби, а у 1990 році група СпП 10-ї бригади посіла 1 місце на змаганнях груп спеціального призначення на першість ЗС СРСР.
У 1985 році при комплектуванні 186-го окремого загону СпП, який формувався на базі 8-ї бригади спецпризначення (місто Ізяслав Хмельницької області) і після вводу в Афганістан діяв в населеному пункті Шахджой, він був частково укомплектований особовим складом 10-ї бригади спецпризначення: до складу загону увійшли близько 30 військовослужбовців бригади на чолі зі старшим лейтенантом Ковтуном В. П. У 1987 році розвідувальна група під командуванням старшого лейтенанта Ковтуна першою захопила зразок американського ПЗРК «Стінгер». Крім 186 оз СпП, розвідники бригади відзначились у кращий бік практично в усіх восьми радянських загонах спеціального призначення, що діяли у ДРА.
Від січня 1992 року перейшла під юрисдикцію України, де на її основі 7 вересня 2000 року було сформовано 3-й окремий полк спеціального призначення.

## Діяльність

### Дислокація
Бригада дислокувалося у с. Первомайське (Карагоз) неподалік м. Старий Крим на сході Криму.. Стрибки з парашутом відбувались на аеродромі Карагоз поряд з базою.

### Підготовка
У 1972 році в частині були проведені стрибки з парашутом з висоти 400 м.
За час існування частини військовослужбовці бригади здійснили понад 250 000 стрибків з парашутом.

## Командування
Командири
- (1965—???) полковник Кочетков М. Я.

Начальники штабу
- (???—1965) полковник Кочетков М. Я.

## Частини-двійники
В Збройних силах Росії правонаступницею радянської 10-ї окремої бригади спеціального призначення вважається 10-та окрема бригада спеціального призначення ГРУ (військова частина 51532, сел. Молькіно Краснодарського краю), яка не має ніякого відношення до історичного шляху попередниці. 10-та обр СпП ГРУ сформована у січні 2003 року. Початком її формування вважається прибуття до н.п. Молькіно військової частини 46266 зі складу військової частини 11659 (22-га обр СпП, Ростовська область) ПКВО.